# Aspitates tristrigaria
Aspitates tristrigaria là một loài bướm đêm trong họ Geometridae.